# Café Europeo
El Café Europeo (1898-1949), fue un establecimiento de Madrid situado en el n.º 1 de la glorieta de Bilbao, esquina al n.º 2 de la calle de Carranza. Entre sus más distinguidos clientes estuvieron los hermanos Machado.

## Historia
El Europeo nació con ese nombre ocupando el local que antes fuera “café Nueva York”. Café de barrio nuevo, como local de herencia decimonónica, disponía de grandes espejos y divanes rojos, dominados por una barra situada en el centro. También era característica la escalera de caracol para subir al piso superior y los servicios. Sus primeras dueñas fueron tres hermanas. Era tranquilo durante el día y bullicioso a partir de la noche y hasta el amanecer.
Como imprescindible café de tertulia, tuvo el antiguo Café Europeo en sus veladores a los varones de la familia Machado, que siguiendo el éxodo iniciado por otros clientes se fueron trasladando al vecino café Comercial, al otro lado de la glorieta, y más tarde al café Gijón. Entre 1923 y 1925, también formaron tertulia Jardiel Poncela, Carlos Fernández Cuenca, o Cesar González Ruano; y con la llegada de la Segunda República Española, reunió su peña en él un grupo formado por Alfaro Polanco, Marqueríe, Eugenio Montes, Ridruejo, Samuel Ros, Sánchez Mazas, Víctor de la Serna, y de forma ocasional José Antonio Primo de Rivera.
Entre los personajes pintorescos que siempre amenizan y acompañan la historia de los cafés, el Europeo tuvo entre los más distinguidos clientes al “ciego Simarro”, como se le conocía en la prensa del primer tercio del siglo xx.
Como muchos otros cafés madrileños, la Guerra Civil Española primero y la dura y larga posguerra, resultaron mortales para el Europeo, que en 1949 acabó cerrando a pesar de haber vendido parte de su espacio a un banco. Parte de su fachada y «el dorado letrero de caracteres ingleses con su nombre» se conservaban aún en la década de 1960. Al parecer, atraído por esa lenta agonía, Camilo José Cela tomó el Europeo como modelo de escenario mientras escribía entre 1945-1950 su novela La colmena, que en principio pensó titular así Café Europeo, y donde la auténtica Consuelo, dueña del Europeo, se convierte en una literaria doña Rosa.